# Krisztián
Krisztián est un prénom hongrois masculin.

## Étymologie
Le prénom est la version magyare du nom et prénom latin "christianus", d'origine chrétienne grecque khristos.
Christ [kʁist] (du grec χριστός / christós) est la traduction du terme hébreu מָשִׁיחַ (mashia'h, dont dérive le nom français « Messie »), signifiant « l’oint [du Seigneur] », c’est-à-dire une personne consacrée par une onction divine. Le premier référent est Jésus-Christ.

## Équivalents
- Masculin : Keresztély, Keresztes
- Féminin : Krisztina, Krisztiána
- Vraiantes linguistiques du prénom Christian
  - Anglais : Christian
  - Espagnol : Cristian ou Crístian
  - Français : Christian
  - Italien : Cristiano
  - Portugais : Cristiano

## Fête
Les "Krisztián" se fêtent le 13 mars, mais parfois le 27 juillet, le 12 novembre ou le 20 décembre.